# جوناثان دانتي
جوناثان دانتي (بالفرنسية: Jonathan Danty)‏،(مواليد 7 أكتوبر 1992)، هو لاعب اتحاد رغبي فرنسي، يلعب في مركز الوسط لصالح نادي ستاد فرانسيز في دوري توب 14.

## وصلات خارجية
- جوناثان دانتي عل موقع إسبنسكروم (الإنجليزية)
- جوناثان دانتي على موقع ItsRugby.co.uk (الإنجليزية)

- Ligue Nationale De Rugby Profile
- European Professional Club Rugby Profile
- Stade Français Profile